# Храм Имама Резе
Храм имама Резе, (перс. حرم امام رضا) односно Храм Разави, јесте комплекс у коме се налази маузолеј Алија ибн Мусе Ал-Резе, осмог имама дуодецималних шиита. Овај комплекс који се налази у срцу града Мешхеда у покрајини Хорасан Разави у Ирану, за шиитске муслимане представља свето место и место ходочашћа. 
У оквиру комплекса изграђеног око гробнице Алија ибн Мусе Ал-Резе налазе се и друге гробнице, затим џамије, тремови оивичени аркадама, дворишта, библиотеке и музеји. Северна џамија (изграђена 1033. године на страни узглавља гробнице имама Резе) и џамија Гохаршад (изграђена 1418. године у подножју гробнице) спадају у значајније историјске грађевине овог комплекса.
Најстарији делови храма потичу из периода око 1230. године. Током владавине династије Тимурида, истовремено са масовном обновом старих грађевина покрајине Хорасан у градовима Тусу, Херату и Нишапуру, посебна пажња била је посвећена и комплексу храма. Већина тада изграђених грађевина дочекала је доба владавине Сафавида који су наставили ширење храма, нарочито други Сафавидски шах Тахмасп I, (владао од 1524. до 1576. године). Постепено је, током векова, комплекс храма од некадашњих 12.000 m² достигао данашњу површину од скоро милион метара квадратних, што га чини једним од највећих верских објеката на свету.

## Околности смрти имама Резе
Након смрти шестог абасидског калифе Ал-Амина ибн Харуна од руке брата по оцу Ел-Мамуна у борби око власти, Ел-Мамун који је до тада владао Хорасаном наредио је 816. године имаму Рези да се из Медине пресели у Мерв, тадашњу абасидску престоницу, и да преузме титулу престолонаследника не би ли тиме придобио шиитско становништво. Имам Реза је невољно и под претњама прихватио титулу, под условом да буде изузет од било каквих послова који би имали везе са управљањем или влашћу. Но Ел-Мамун је убрзо увидео да би такав корак могао потенцијално да угрози његову власт, будући да је имам Реза почео уживати већи углед и имати више присталица од њега самога. Поред тога, такав потез наишао је на оштро неслагање арапских моћника у Багдаду који су се, у страху од губитка премоћи, састали да већају о свргавању Ел-Мамуна са власти. Имам Реза га је саветовао да спаси свој положај тако што ће му одузети титулу, но Ел-Мамун је ипак одлучио да се запути у Багдад и бори се за своју власт. Али када му је током пута убијен најближи везир, Ел-Мамун то схвата као потенцијални атентат и одлучује да отрује имама Резу. Међутим, неким сунитски извори тврде да је имама Резу је отровао неко други.
Тачан датум смрти имама Резе није познат, но како пише Шејх Ал-Садуг у књизи посвећеној животу и делу имама Резе, веровало се да је убијен 21. дана месеца Рамазана 203. године по лунарној хиџри, односно у петак 22. марта 819. године н. е. у околини града Туса, највероватније у једном од заселака округа Ноган по имену Санабад или Сана Абад. Према подацима организације Астан Кудс Разави, имам Реза је убијен 5. септембра 818. године.
Након смрти имам Реза је сахрањен на истом месту где и пети абасидски калиф Харун ел-Рашид, Ел-Мамунов отац, тако да се узглавље његове гробнице налази у подножју гробнице имама Резе. Након тога ово место је добило назив "Мешхед Ел-Реза" што на арапском значи "место Ал-Резиног шехадета", те су бројни верници почели ту долазити на ходочашће. Временом је и град који се ширио око гробнице добио име Мешхед.

## Грађевине у оквиру храма
Грађевине које се налазе у оквиру храма најстарији су и најизворнији објекти комплекса маузолеја имама Резе, о коме се стара аутономна добротворна организација Астан Кудс Разави.

### Света башта
Део храма у коме се налази маузолеј Алија ибн Мусе Ал-Резе назива се "Света башта". Овај простор правоугаоног облика заузима површину од 189,03 m², а у његовом средишту се налази "зарих" – богато украшена структура с позлаћеним решеткама у којој се налази сама гробница, површине 17,15 m². "Света башта" је са све четири стране повезана и са унутрашњим и са спољашњим делом храма путем четири пространа коридора.

### Купола (кубе)
Купола храма има два слоја. Унутрашњи слој видљив је из самог храма, а саграђен је још пре но што је Али ибн Муса Ал-Реза сахрањен у храму. Други, спољашњи слој изграђен је у 15. веку н. е. преко унутрашњег, и он је видљив споља као упечатљива златна купола храма. Висина куполе је приближно 19 m гледано до средишта унутрашњег слоја, а висина спољашњег слоја досеже висину од 31 метра.
Купола је првобитно била саграђена од цигала од иранске жуте глине и украшена осликаним плочицама. Године 1526. сафавидски владар Шах Тахмасп I по први пут је украсио куполу златним глиненим плочама. Прво је дао да се са куполе скину орнаментисане плочице, а потом ју је прекрио бакарним плочама које су носиле златне глинене плоче, а истовремено је дао да се на исти начин украсе и минарети.

### Минарети
Минарет је једна од најзначајнијих архитектонских структура која заузима посебно место како у култури иранске архитектуре, тако и у сфери друштвених обичаја ове земље. Наиме, пре но што су минарети почели да се користе за објаву езана (времена за молитву) локалним заједницама надомак џамија, они су представљали куле-оријентире за путнике намернике.
Комплекс храма имама Резе, заједно са два минарета џамије Гохаршад, броји укупно дванаест минарета. Минарети џамије Гохаршад потичу из времена старог комплекса Астан Кудс, и стоје независно један од другог. Један је на јужној страни дворишта Револуције надомак златне куполе, док се други налази насупрот њему на северној страни дворишта Револуције и изнад Абасидског ивана (засвођеног пролаза). Оба ова минарета украшена су позлаћеним плочама, а висина им, од пода дворишта па до врха, износи око 40,5 m. Минарет најближи куполи је јединствен и има нарочит историјски значај. Грађен је истовремено са куполом током раног 12. века н. е. и осмишљен је тако да буде самостална грађевина. 

## Откривена и наткривена дворишта
Храм имама Резе, према последњим подацима, броји 9 отворених и 26 тремовима наткривених дворишта.

### Откривена дворишта
Свако од 10 откривених дворишта храма имама Резе представља откривен простор оивичен тремовима с колонадама и иванима (засвођеним пролазима). Укупна површина дворишта храма износи 225.223 метра квадратна. Дворишта Револуције и Слободе историјски су значајна дворишта храма имама Резе. Дворишта Исламске републике и Кудса саграђена су након Исламске револуције 1979. године, док су дворишта Ђаме' Разави, Гадир, Косар и Хедајат изграђена у последњих неколико година. Највеће је двориште Ђаме' Разави, површине 60.177 m², а налази се у јужном делу храма и јужно од гробнице имама Резе.

### Наткривена дворишта
У оквиру храма постоје и наткривена дворишта (која муслимани с простора бивше Југославије називају "харемима"), а која су углавном оивичена колонадама стубова и аркадама (лучним отворима). Највеће овакво наткривено двориште храма имама Резе јесте двориште Имама Хомеинија укупне површине око 6.300 m² (са припадајућим коридорима и пратећим просторијама).

## Повезани центри

### Музеји Астан Кудс Разави
Први музеј организације Астан Кудс Разави саграђен је 1945. године унутар данашњег дворишта Имама Хомеинија, и заузимао је површину од 1.024 метра квадратна. То је током наредних 40 година била једина музејска зграда у оквиру храма. Данас музеј Астан Кудс Разави обухвата 16 индивидуалних музејских збирки у 4 засебне зграде: Музеј Кур'ана и драгоцености, Централни музеј, Музеј тепиха и Антрополошки музеј. Укупна површина изложбеног простора износи 17.000 m², а посетиоци имају прилику да виде више од 8.000 јединствених артефаката и драгоцених предмета.

### Културни центри храма
Универзитет исламских наука Разави основао је Абас Ваез Табаси 1984. године. Овај универзитет рангиран је мађу пет најбољих сродних универзитета у Ирану.
Фондација за исламске студије основана је такође 1984. године, а под покровитељством је Високог савета за културу организације Астан Кудс Разави као њихов научни и истраживачки центар. 